# Olst-Wijhe
Olst-Wijhe este o comună în provincia Overijssel, Țările de Jos. Comuna este numită după două principalele două localități: Olst și Wijhe.

## Localități componente
Wijhe, Olst, Boskamp, Wesepe, Den Nul, Boerhaar.